# 호세 루이스 가야
호세 루이스 가야 페냐(카탈루냐어: José Luis Gayà Peña, 1995년 5월 25일 ~ )는 발렌시아에서 뛰는 스페인의 축구 선수이다.